# Talaiot de Pula
Der Talaiot de Pula ist ein prähistorischer Turmbau auf der spanischen Baleareninsel Mallorca. Er steht inmitten des Golfplatzes Pula Golf im Gemeindegebiet von Son Servera in der Region (Comarca) Llevant. Der auf einem kreisförmigen Grundriss erbaute Talaiot (vom katalanischen Wort talaia für „Beobachtungs- und Wachturm“) ist im unteren Teil erhalten. Das Bauwerk wird der eisenzeitlichen Talaiot-Kultur (auch Talayot-Kultur) zugerechnet, die Mallorca vom 9. bis 6. Jahrhundert v. Chr. prägte.

## Lage
Der Talaiot de Pula befindet sich auf etwa 63 Metern Höhe über dem Meeresspiegel, 640 Meter südöstlich des Gipfels des fast 182 Meter hohen Puig de Son Pentinat. Die Ostküste Mallorcas bei Port Vell an der Badia de Son Servera ist 2,3 Kilometer entfernt. Ungefähr 90 Meter nordwestlich des Talaiot verläuft die Landstraße MA-4040, die Son Servera mit Capdepera verbindet. Sie teilt den Golfplatz, auf dessen Gelände sich der Talaiot de Pula befindet, in einen kleineren westlichen und einen größeren östlichen Bereich. Etwa 250 Meter nördlich des Talaiot verbindet eine Unterführung unter der Straße die beiden Teile des Golfplatzes. Von der dortigen Einmündung eines asphaltierten Weges, der weiter nach Osten führt, ist der Golfplatz frei zugänglich und der Standort des Talaiots zu erreichen.

## Beschreibung

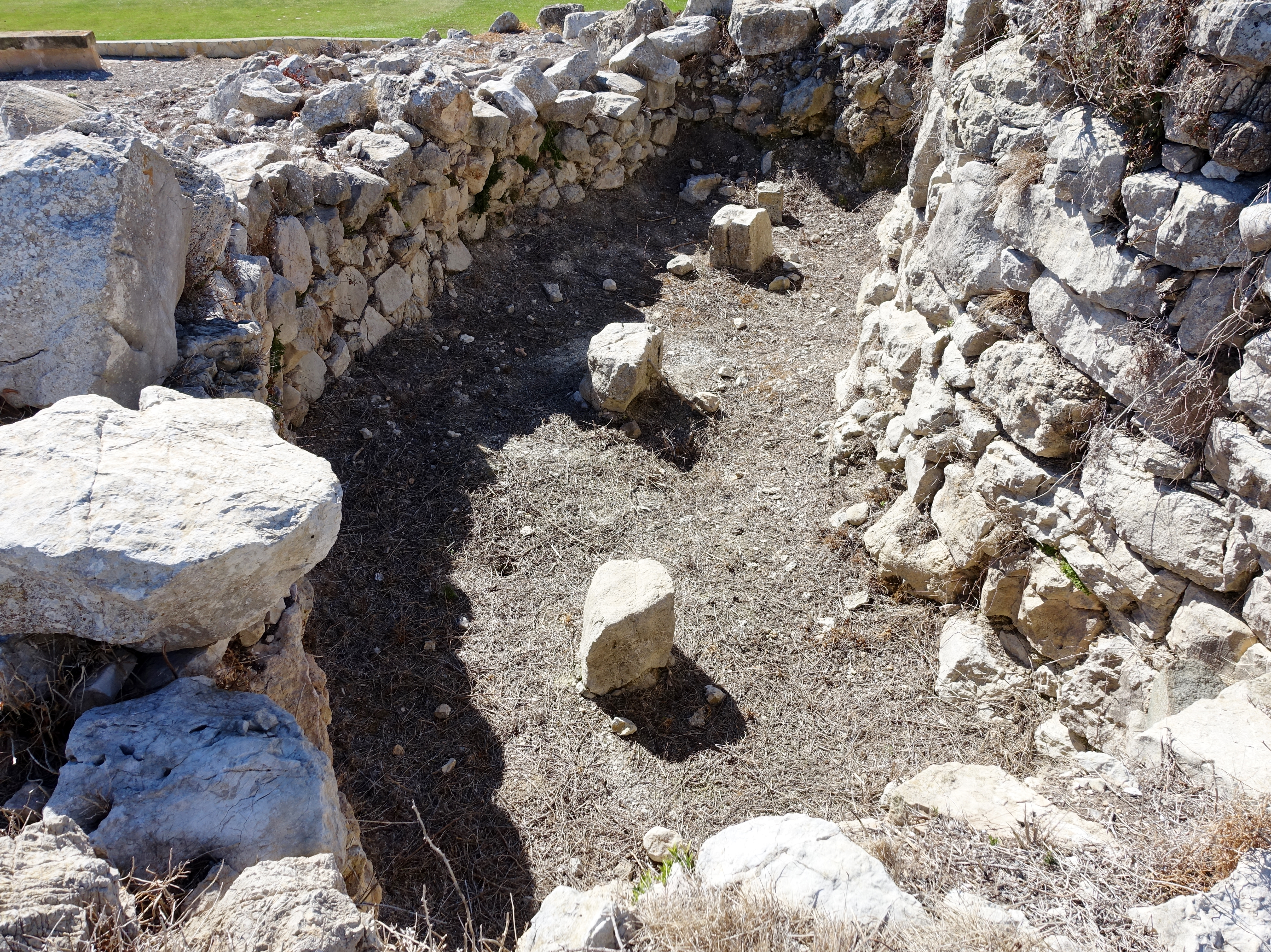
Nierenförmiger Anbau

Unter den Turmbauten der Kultur des Talaiotikum unterscheidet man quadratische und runde Bauwerke (katalanisch talaiot quadrat und talaiot circular). Der Talaiot de Pula ist von der Anlage her ein runder Turmbau. Er hat jedoch einige Anbauten, darunter einen nierenförmigen Anbau mit drei Säulenbasen im Nordosten, die ihn stufenförmig erscheinen lassen, weshalb er auch als gestufter Talaiot (katalanisch talaiot escalonat, kastilisch talayot escalonado) bezeichnet wird. Bei der Bauweise handelt es sich um ein Trockenmauerwerk, das heißt, die Steinblöcke wurden ohne Verwendung von Verbindungsmaterial aufeinandergeschichtet. Die unregelmäßigen Steine der Wände sind dabei von unterschiedlicher Größe und nicht in horizontalen Reihen gesetzt.

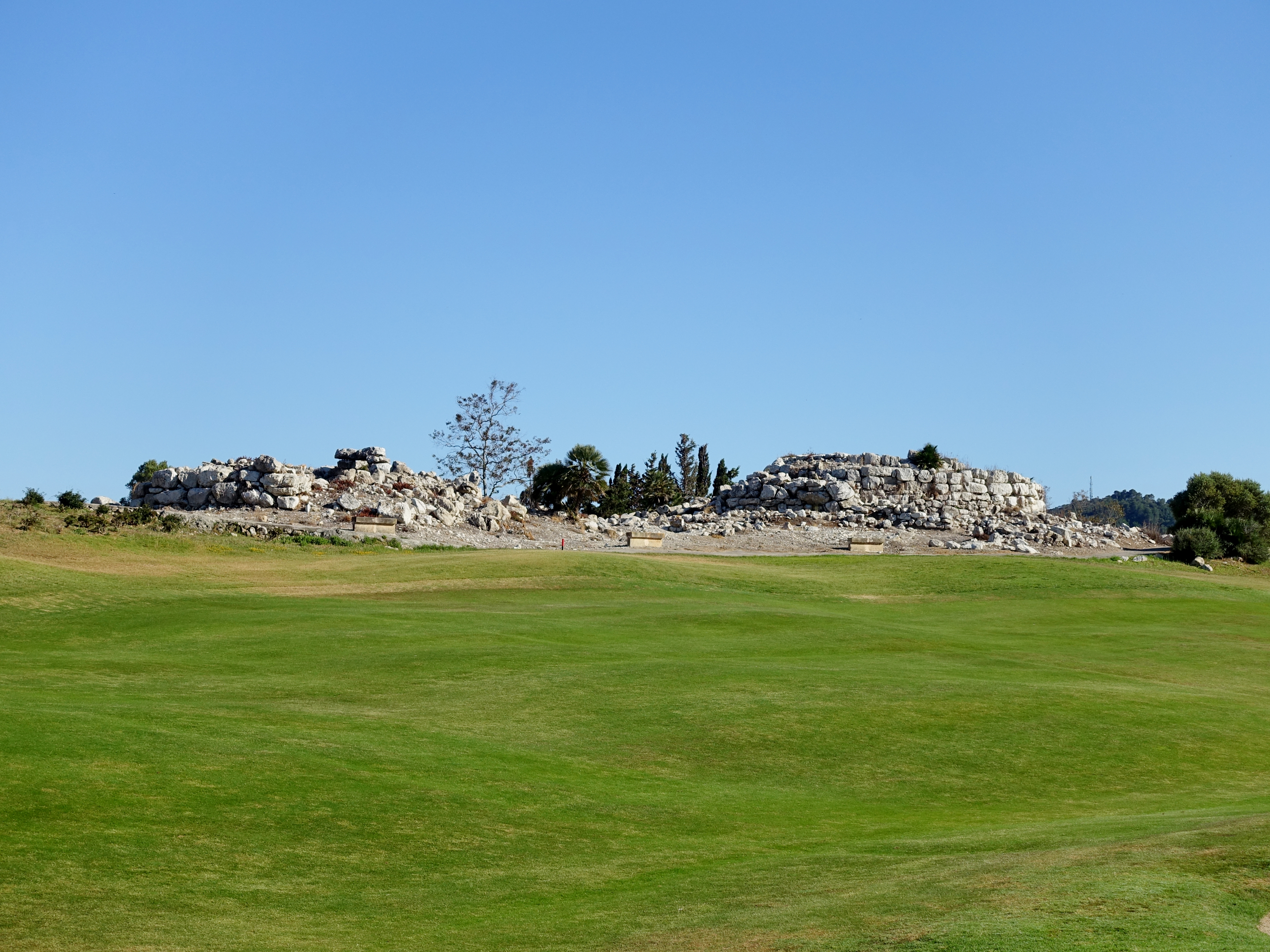
Beide Talaiots von Nordwesten

Zehn Meter nordöstlich des nierenförmigen Anbaus des Talaiot de Pula befinden sich die Reste eines weiteren runden Talaiot. Von diesem sind nur wenige Teile der Außenwand mit einem südlichen „Türsturz“ erhalten. Der Zweck der Öffnung ist unbekannt, allgemein wird bei dieser Art Turmbauten von einem Zugang zum Innenraum ausgegangen. In der Mitte der Struktur liegt ein einzelner großer Stein im Erdboden, der möglicherweise, wie bei anderen Talaiots auch, eine Säule aus aufeinandergesetzten Steinen als Stütze für ein Dach trug. Solche mittleren Steinsäulen sind im Talaiot des prähistorischen Dorfes von S’Hospitalet Vell wie auch im runden Talaiot der talaiotischen Siedlung von Sa Canova erhalten.
Beide Talaiots von Pula wurden Ende der 1960er Jahre von Guillermo Rosselló Bordoy ausgegraben. Dabei fand man reichlich Keramik und eine Feuerstelle. Als Bauzeit der Talaiots wird der Beginn des Talaiotikums angenommen, das nach der Revision früherer Chronologien vom 9. bis 6. Jahrhundert v. Chr. reichte. Zwei Radiokarbondatierungen aufgefundener Holzkohle liegen weit auseinander. Rossellós Probe lieferte in den 1970er Jahren 1510±60 v. Chr., William Waldrens in den 1980er Jahren 819±20 v. Chr. Der erste Wert wird heute als nicht repräsentativ angesehen. Seit 1966 ist die archäologische Stätte als Talaiot de Pula / Davant ses cases unter der Nummer RI-51-00029832 als archäologisches Monument (Monument arqueològic) registriert.

Ansichten des stufenförmigen Talaiots
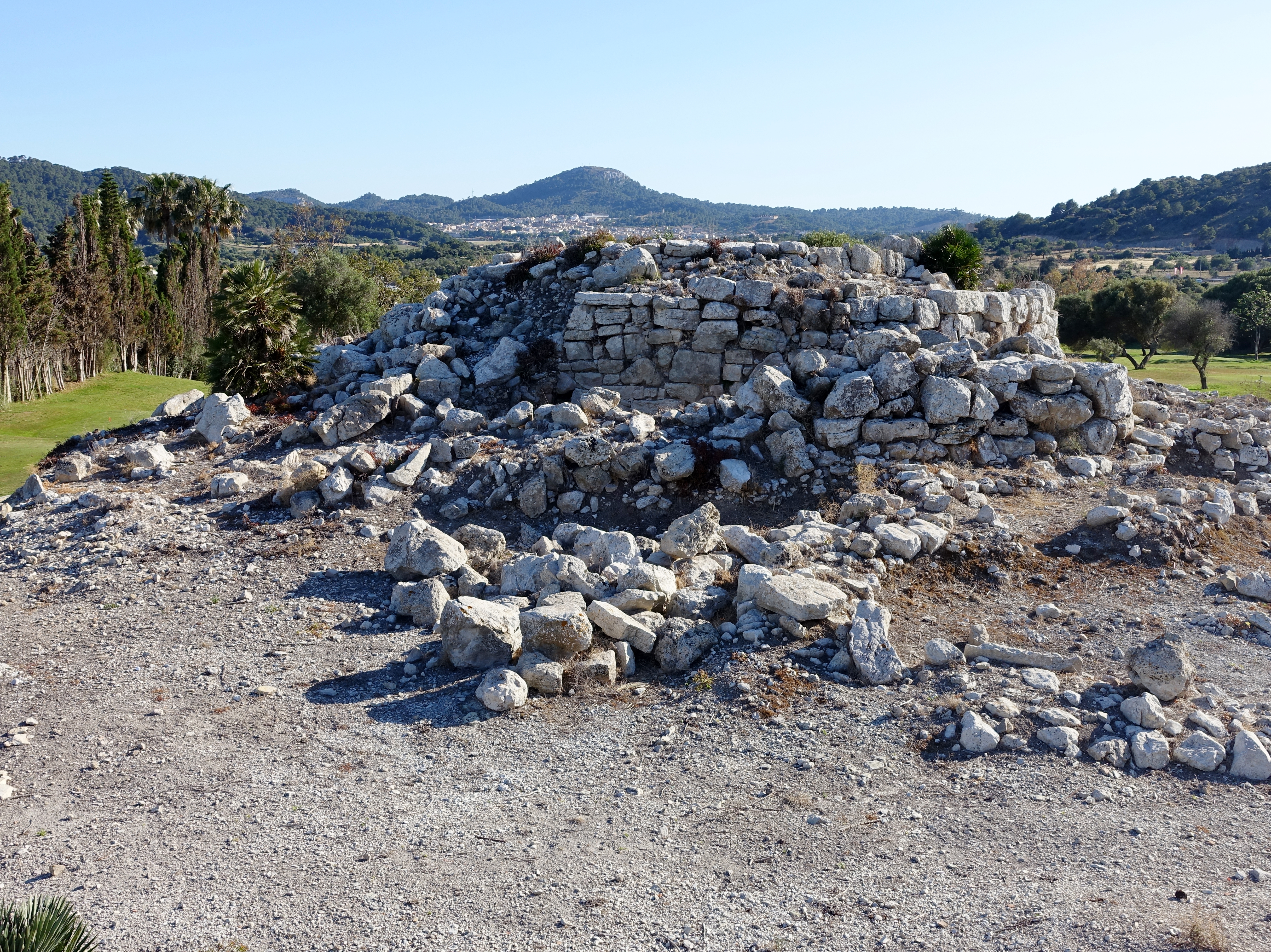
Nordostseite
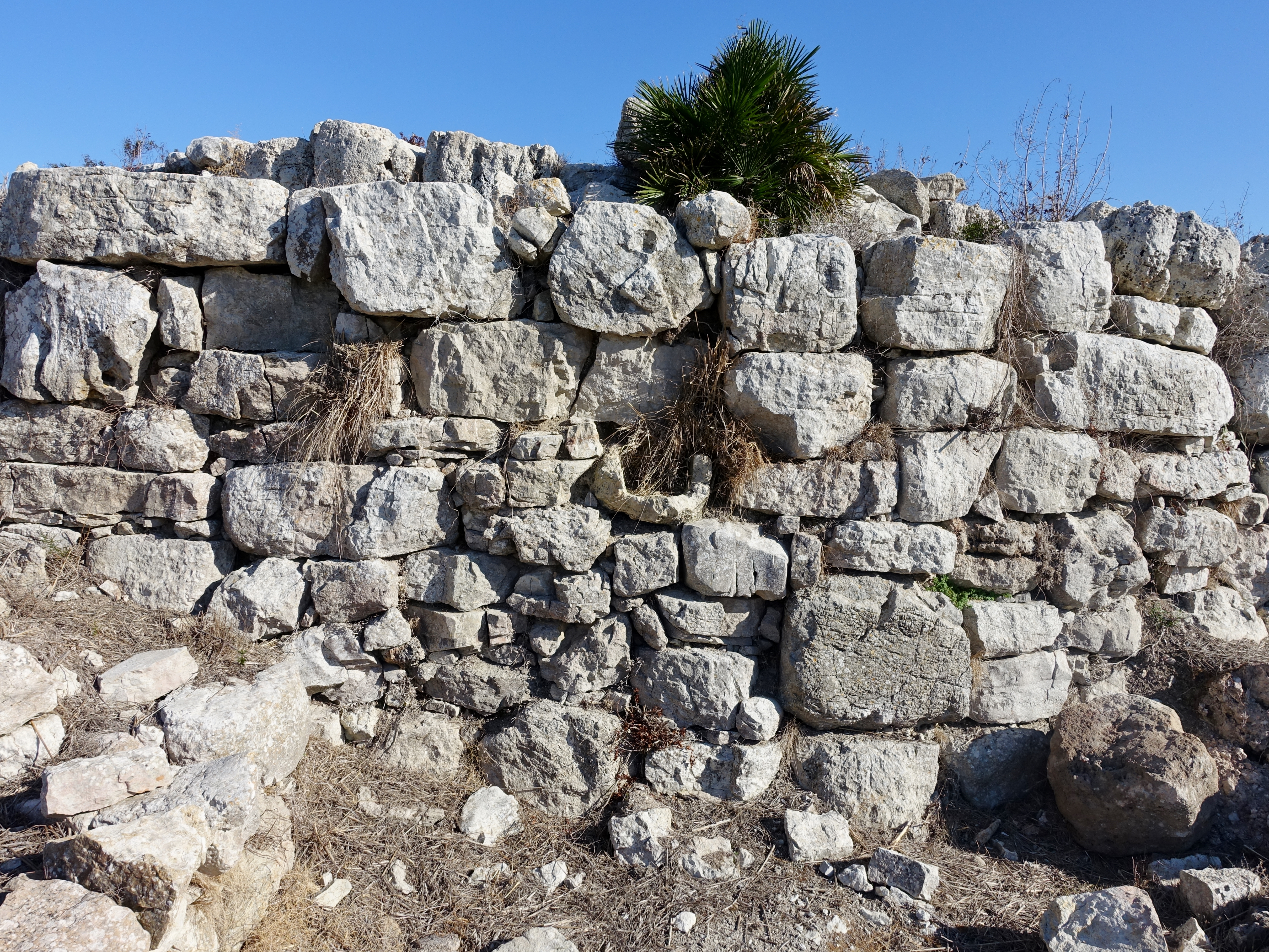
Mauerwerk der Westseite
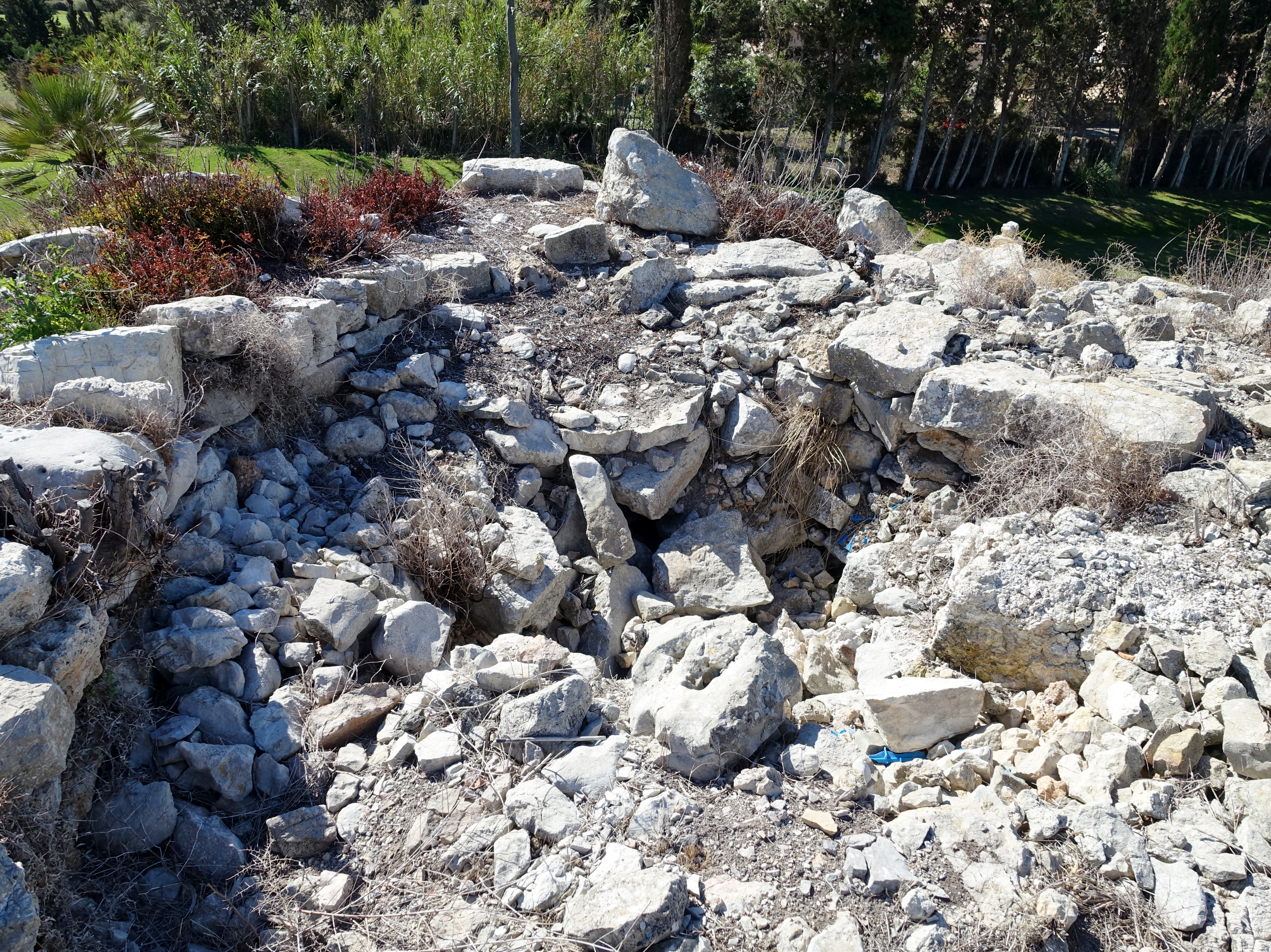
Innenraum
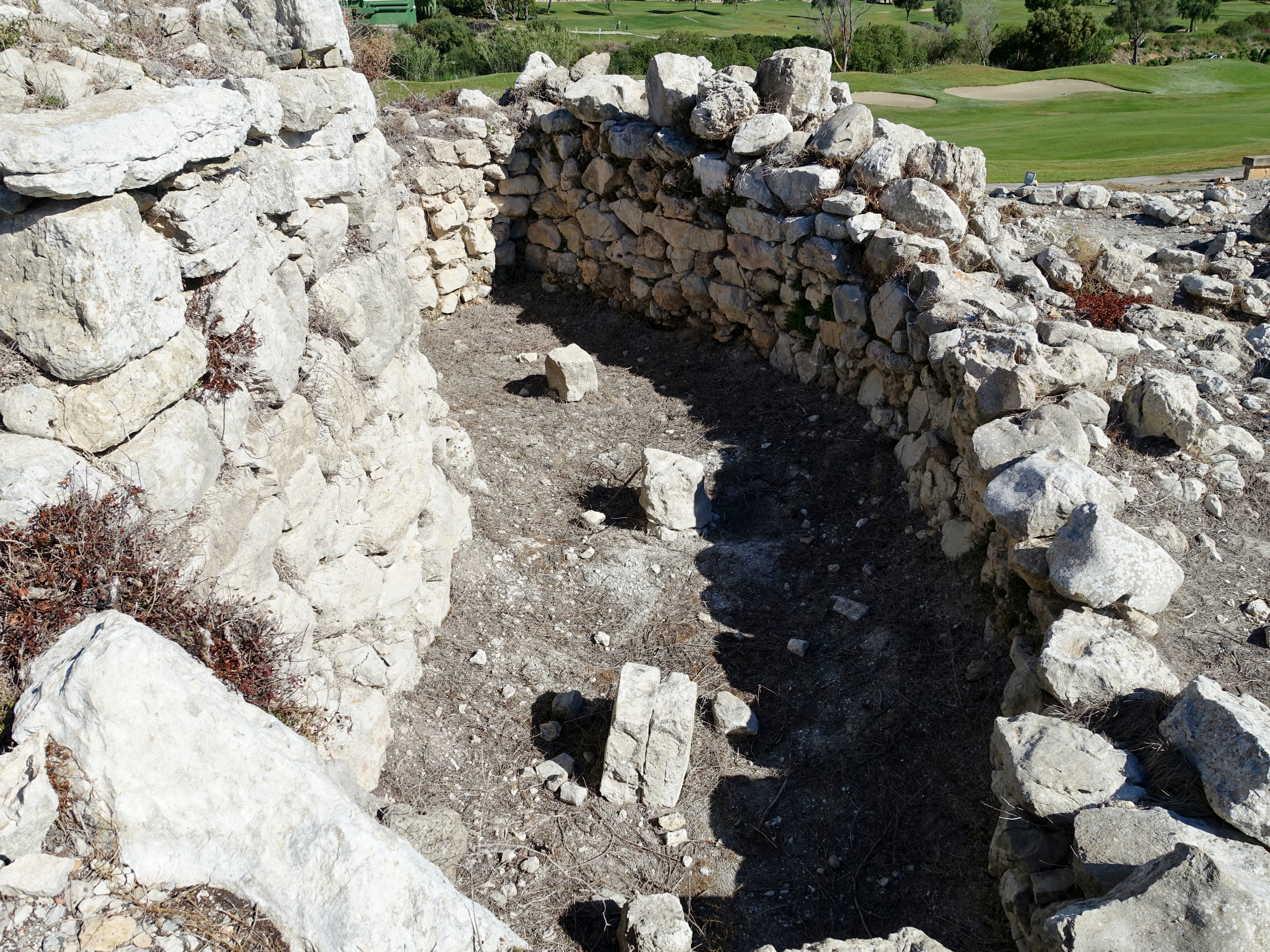
Nierenförmiger Anbau

Ansichten des nordöstlichen Talaiots
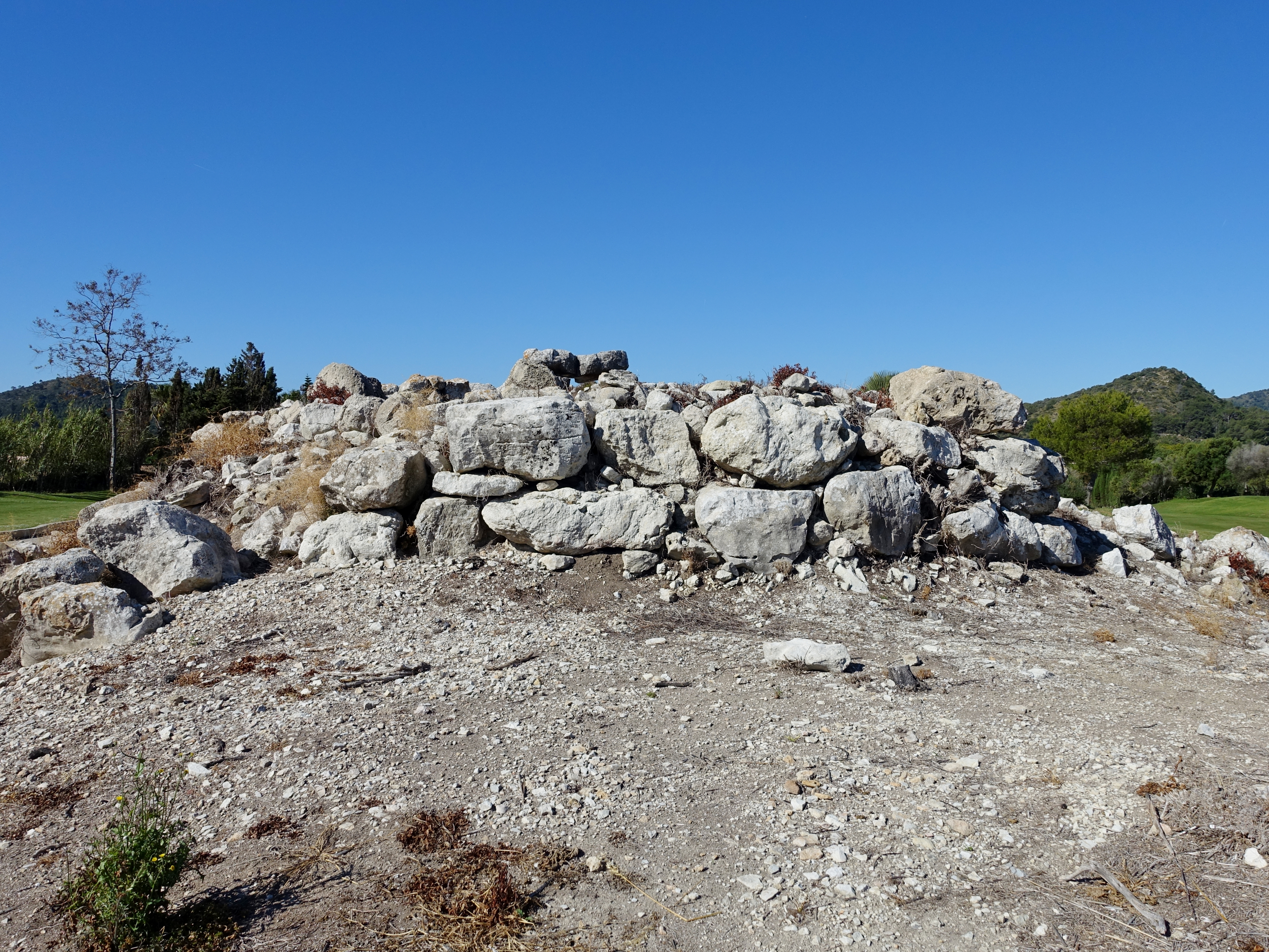
Nordostseite
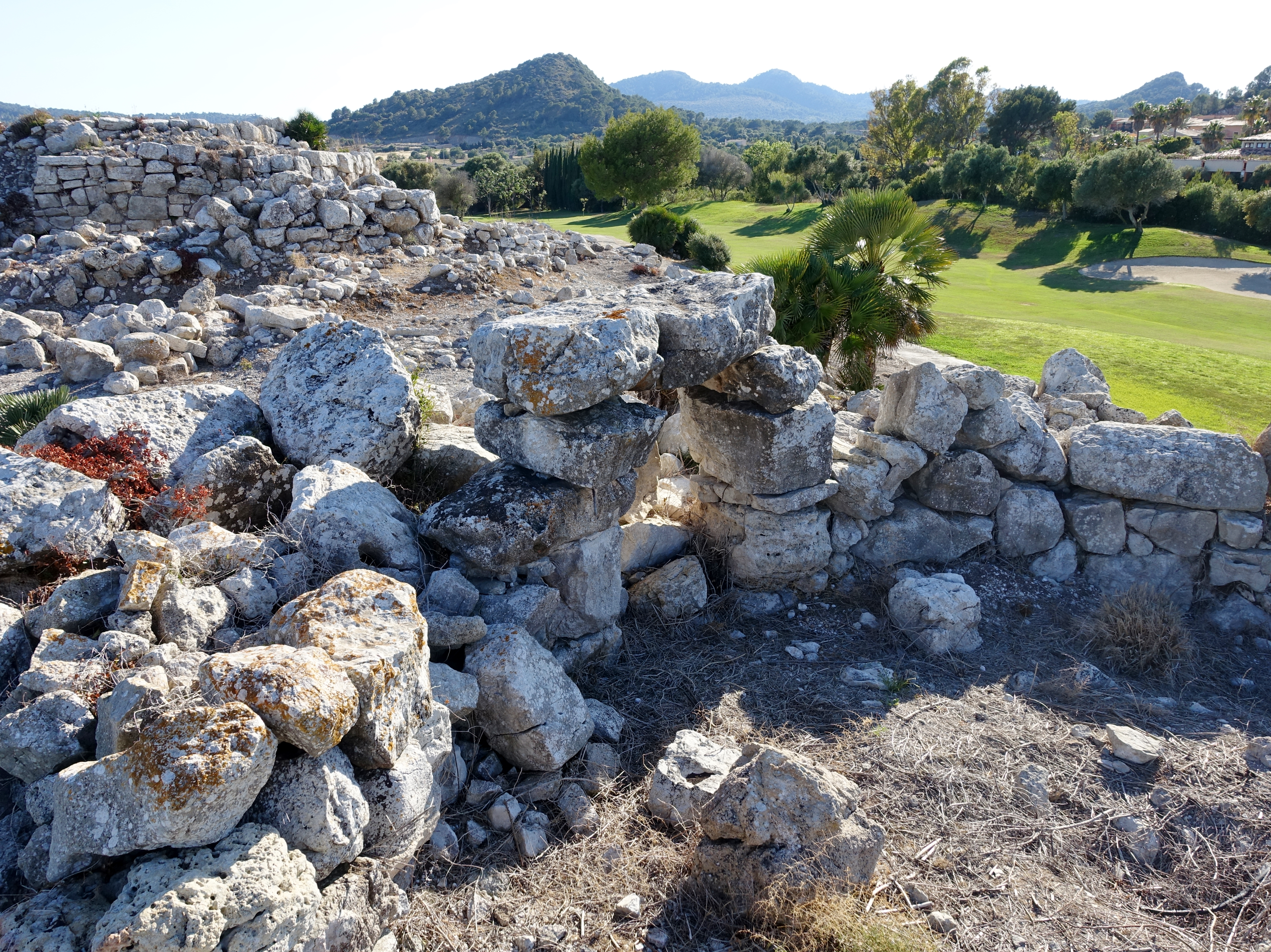
Südlicher „Türsturz“
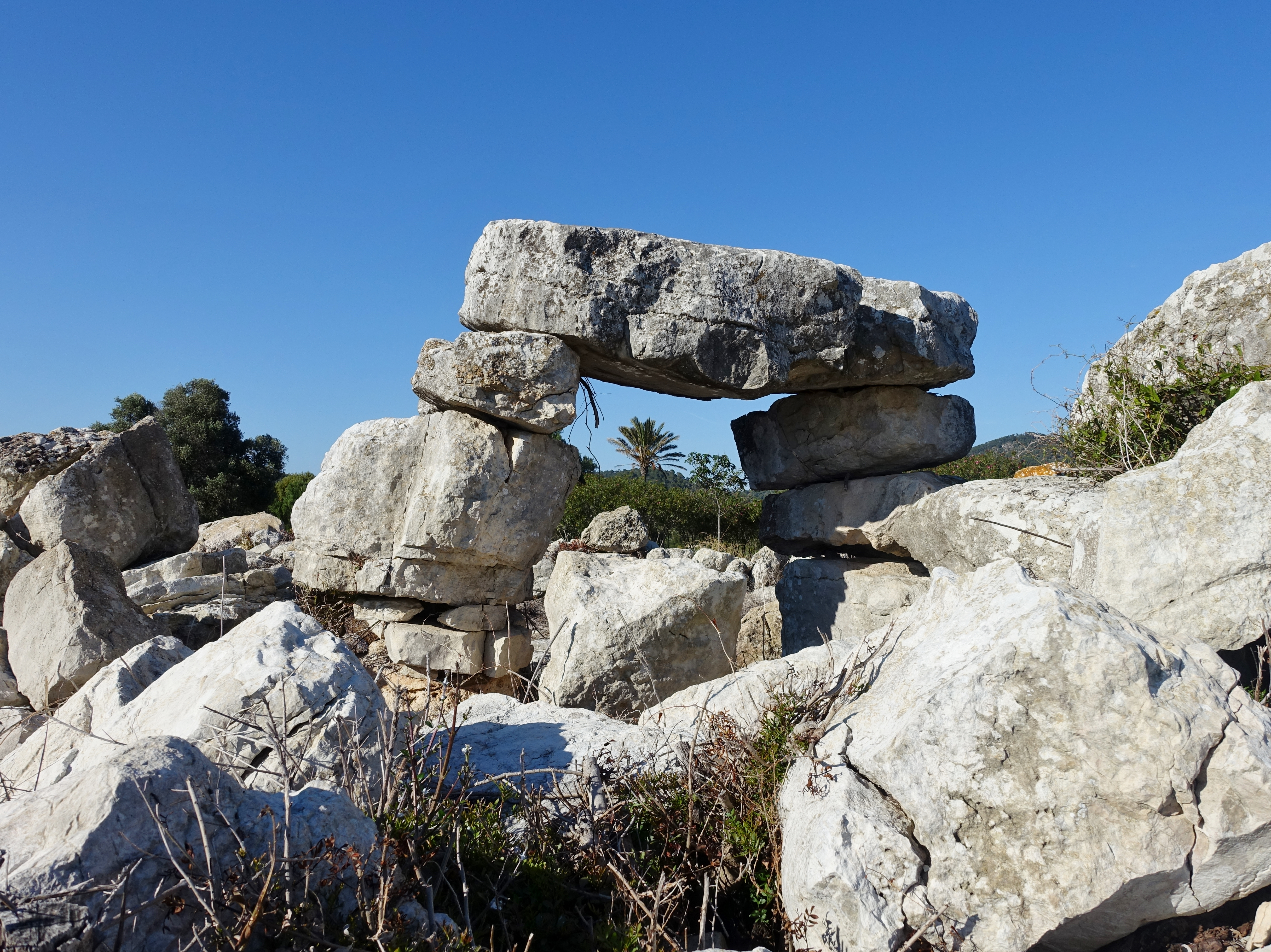
„Türsturz“ von Südwesten
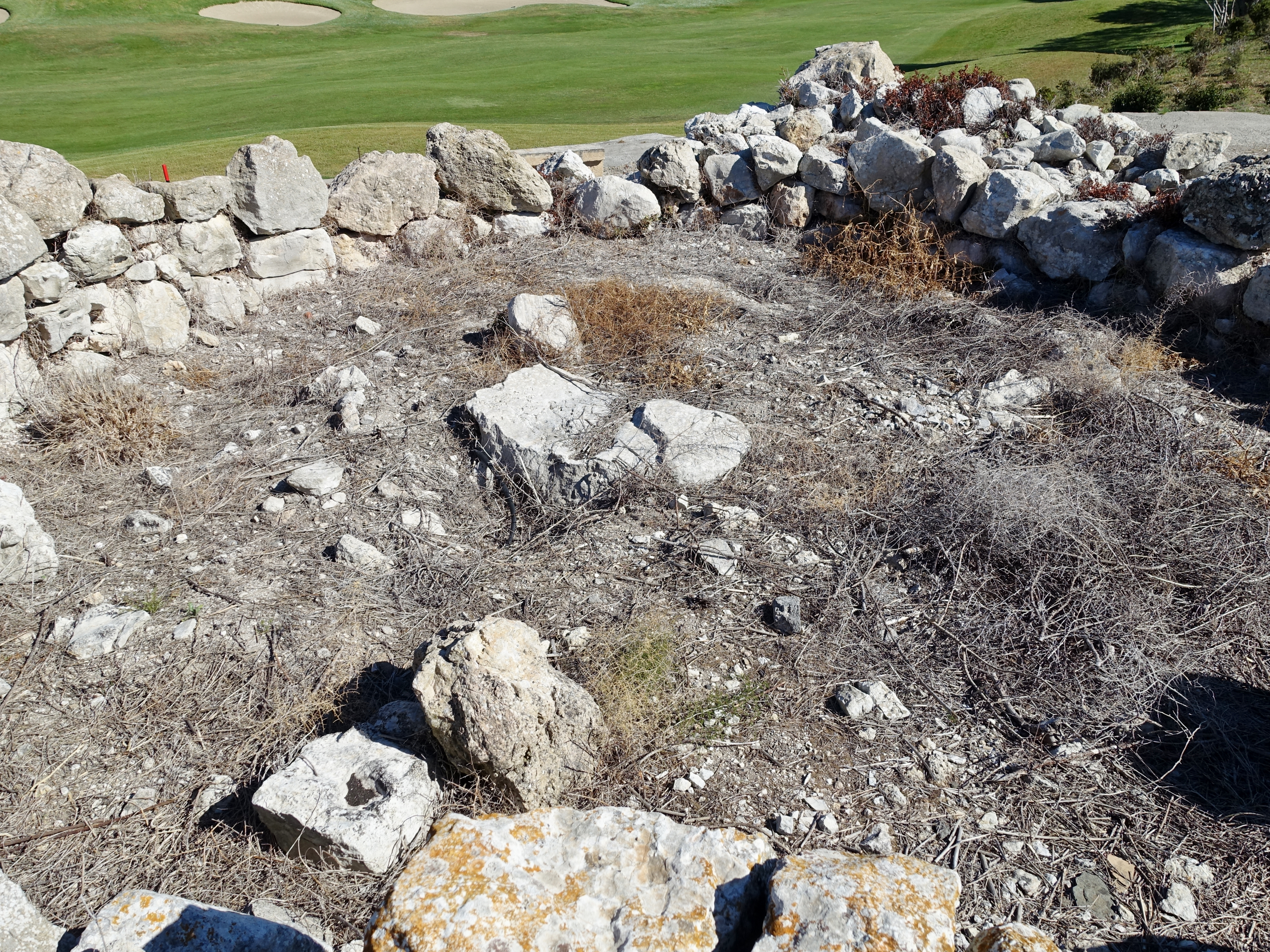
Innenraum